# Quercus uxoris
Quercus uxoris — вид рослин з родини букових (Fagaceae), поширений на півдні Мексики.

## Опис
Дерево 10–40 метрів заввишки; зі стовбуром до 1 см у діаметрі та більше. Кора темно-коричнева. Гілочки першого року густо золотисто-жовто запушені, стають безволосими, червоно-коричневими, з видатними помітними сочевичками. Листки зрештою опадні, більш-менш шкірясті, еліптичні або яйцюваті, 9–25 × 4–10 см; верхівка гостра або загострена; основа тупа, округла або гостра; край товстий, підкочений, зубчастий; молоде листя жовтувато вовнисте; зріле листя блискуче-зелене, зверху стає голим, за винятком основи середньої жилки; низ блідіший, волосатий; ніжка запушена. Період цвітіння: березень. Тичинкові сережки завдовжки 6–12 см, волохаті, з понад 70 квітками; маточкові суцвіття завдовжки 0.5–1 см, 1–2-квіткові.  Жолуді сплюснуті на верхівці, 15–20 мм завдовжки, 15 мм ушир; чашечка в діаметрі 15–20 мм, закриває 1/3 або менше горіха; дозрівають другого року в червні — вересні.

## Середовище проживання
Поширений на півдні Мексики (Герреро, Халіско, Оахака, Коліма, Мічоакан, Агуаскалієнтес). Росте на висотах від 1800 до 2100 метрів. Це ендемік хмарних лісів Сьєрри-Мадре-дель-Сур. Хоча ареал виду за площею великий, однак він переривчастий.

## Використання й загрози
Деревина використовується як паливо та для виготовлення деревного вугілля.
Загрозами є знищення хмарних лісів задля кавових плантацій. Вирубка лісів, незаконні вирубки лісів та створення доріг є основними загрозами для мезофільного лісу в районі «Охо-де-Агуа-дель-Куерво», Тальпа-де-Альєнде, де знаходиться Q. uxoris. Крім того, нова дорога, яка з'єднує Тальпу-де-Альєнде та Ллано-Гранде перетинає частину долини з мезофільним лісом.